# Royal Mail Steam Packet Company
Vous lisez un « bon article » labellisé en 2010.

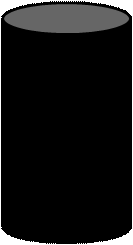
Cheminée noire utilisée de 1841 à 1899

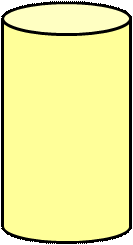
Cheminée beige utilisée de 1900 à 1972

La Royal Mail Steam Packet Company était une compagnie maritime britannique, fondée en 1839 par l'Écossais James Macqueen dans le but de distribuer le courrier de la Royal Mail, la poste royale britannique, grâce aux contrats décrochés avec l'Amirauté britannique, dans les Caraïbes. Basée à Southampton, elle dessert essentiellement les Caraïbes et l'Amérique du Sud (Buenos Aires via le Brésil) depuis l'Angleterre et devient la plus grosse compagnie maritime dans l'Océan Atlantique sud. Elle transporte également des passagers ainsi que de la nourriture et des produits tropicaux grâce à une flotte de paquebots et de cargos.
La compagnie stagne à la fin du XIXe siècle car elle n'a pas su prendre le virage du « règne du paquebot » sur la ligne transatlantique et ne peut concurrencer ses principales rivales britanniques, notamment la Cunard Line et la White Star Line. Ses paquebots sont moins gros, moins rapides, moins luxueux. Elle est alors rachetée en 1903 par un jeune homme d'affaires britannique, Owen Philipps, qui la transforme en un immense conglomérat industriel. Il s'associe avec l'homme d'affaires américain John Pierpont Morgan, dirigeant d'un trust maritime (l'International Mercantile Marine Co.) et Lord William James Pirrie, le directeur des chantiers Harland and Wolff de Belfast qui fabriquent prioritairement les navires de la compagnie. L'apogée est atteint dans les années 1920 lorsque Owen Philipps est anobli sous le nom de Lord Kylsant. L'achat de la White Star Line en 1927 en fait la plus grosse compagnie maritime du monde.
La Royal Mail Steam Packet Company se diversifie également en desservant aussi l'Amérique du Nord, notamment New York, et en se lançant dans les croisières dont elle est une pionnière. Cependant, des problèmes financiers mettent à mal l'empire du propriétaire dont les comptes sont falsifiés. L'enquête diligentée par le gouvernement britannique et le procès de Lord Kylsant conduisent à sa condamnation et à la liquidation de la compagnie, dissoute en 1931.
Elle est refondée en 1932 sous le nom de Royal Mail Lines et connaît une seconde vie, essentiellement grâce à sa spécialisation dans les croisières, en particulier en Norvège, en Afrique et dans les Caraïbes. Le développement du transport aérien, à partir des années 1950, entraîne pourtant le déclin de nombreuses compagnies maritimes, destin auquel n'échappe pas la Royal Mail Lines. Elle est rachetée par divers repreneurs à partir de 1965 avant d'être complètement absorbée en 1972 par la Hamburg Süd.

## Histoire

### La Royal Mail Steam Packet Company auXIXesiècle

#### Fondation

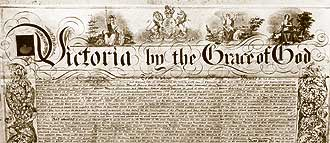
Charte royale de 1851

La compagnie est fondée en 1839 par l'écossais James Macqueen sous le nom de Royal Mail Steam Packet Company. Le fondateur, James Macqueen, est un entrepreneur et un penseur visionnaire. De 1797 à 1830, il vit dans les Caraïbes (à Grenade), dirigeant une plantation de canne à sucre. Ses différents voyages à travers les îles lui en donnent une excellente connaissance et des idées sur le commerce et le transport du courrier dans cette région.
À son retour dans son Écosse natale, en 1830, il achète des parts dans un journal qu'il utilise par la suite comme moyen de diffuser ses idées et de convaincre l'Amirauté britannique de son projet de créer une ligne de transport maritime du courrier de la Royal Mail, la poste royale britannique, à destination des Amériques. En 1837, il propose son projet au gouvernement. De nombreux membres du Parlement britannique sont enthousiasmés et le Trésor est contacté en janvier 1838 pour le volet financier. Avec l'appui du gouvernement, le projet est soumis au Comité des Caraïbes puis la Charte royale est officiellement octroyée par le Parlement britannique le 26 septembre 1839. Celle-ci précise ainsi les statuts de la compagnie, dotée d'un capital d’1,5 million de livres sterling : « pour convoyer le courrier de et à destination de Grande-Bretagne, des Indes occidentales (Caraïbes), de l'Amérique du Nord et du Sud et autres lieux et à ce propos d'établir et fournir de nombreux navires à vapeur et autres vaisseaux ».

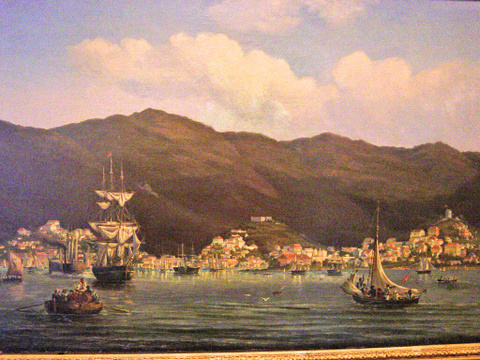
Le port de Saint Thomas dans les Caraïbes en 1850 avec 2 navires de la Royal Mail Steam Packet Company

La première réunion de la compagnie avait eu lieu deux mois plus tôt, le 24 juillet 1839, à Londres, au siège de la Merchant Bankers Reid, Irving & Co, banque située à Tokenhouse Yard, qui finançait la fondation. Au cours de cette réunion, James Macqueen est nommé Surintendant des Affaires générales tandis que le banquier John Irving, principal actionnaire, en devient le premier président. Le 20 mars 1840, l'Amirauté britannique signe avec la Royal Mail Steam Packet Company le contrat pour deux voyages mensuels aux Caraïbes, précisant les destinations à couvrir pour un minimum annuel de 684 816 miles répartis sur onze lignes : Grenade, Sainte-Croix, Haïti, Santiago de Cuba et la Jamaïque ainsi que des extensions vers les îles voisines des Antilles et vers New York et Halifax au Canada.
Il est donné vingt mois à la compagnie pour s'équiper d'une flotte de quatorze bateaux à vapeur en bois (les steamers) de plus de 1 700 tonneaux et de trois goélettes, pourvoir à leur approvisionnement et commencer le service pour le 1er décembre 1841. Pour éviter des retards au contrat, de nombreux chantiers navals sont sollicités en Angleterre et en Écosse. Caird & Co (à Greenock) et William Pitcher (à Northfleet-on-Thames) en construisent chacun quatre ; Acralmans & Morgan Co. (à Bristol) en construit deux, tandis que Robert Menzies (à Leith), Thomas & John White (à Cowes), John Scott & Sons (à Greenock) et James McMillan (également à Greenock) construisent chacun un navire à vapeur. Les trois autres navires sont construits sur la Tamise. Les plus gros navires sont alors l'Isis et le Forth (1 900 tonneaux).

#### Des débuts difficiles

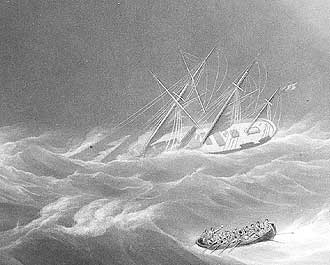
L'Isis pris dans une tempête et endommagé en 1842

Après que six navires se sont déjà prépositionnés dans les Caraïbes un mois plus tôt, le 3 janvier 1842 est officiellement inaugurée la ligne maritime entre l'Angleterre et les Caraïbes par les premiers départs depuis Falmouth du Thames I (à destination des Bermudes, de La Havane, New York et Halifax) et du Tay (à destination de la Barbade). Les départs bimensuels sont effectués depuis Falmouth les 3 et 17 de chaque mois mais il est rapidement abandonné comme port d'attache au profit de Southampton. À cause du grand nombre de ports à desservir, le tour complet d'un navire peut à l'époque prendre entre 4 et 6 mois.
La compagnie connaît des débuts difficiles alors que son fondateur se retire dès 1842, son projet accompli. Elle est déficitaire au moins jusqu'en 1843 (de 134 000 £ la première année) et n'est sauvée de la banqueroute que grâce au soutien de l'Amirauté. D'autre part, elle doit revoir ses plans à la baisse, l'agenda des dessertes étant trop complexe à organiser.
Aux difficultés d'organisation et aux soucis financiers viennent ajouter les pertes de navires qui touchent durement la compagnie dès ses débuts. Après cinq mois à peine, elle connaît sa première catastrophe maritime avec la disparition du Medina au large des Îles Turks-et-Caïcos, près des Bahamas ; puis, c'est au tour de son fleuron, l’Isis d'être endommagé la même année.
En moins de dix ans, pas moins de sept navires sont coulés. Le naufrage du Tweed est, lui, particulièrement horrible. Le navire se brise en trois parties en heurtant un récif au large des côtes mexicaines, tuant soixante-dix personnes.

#### L'essor

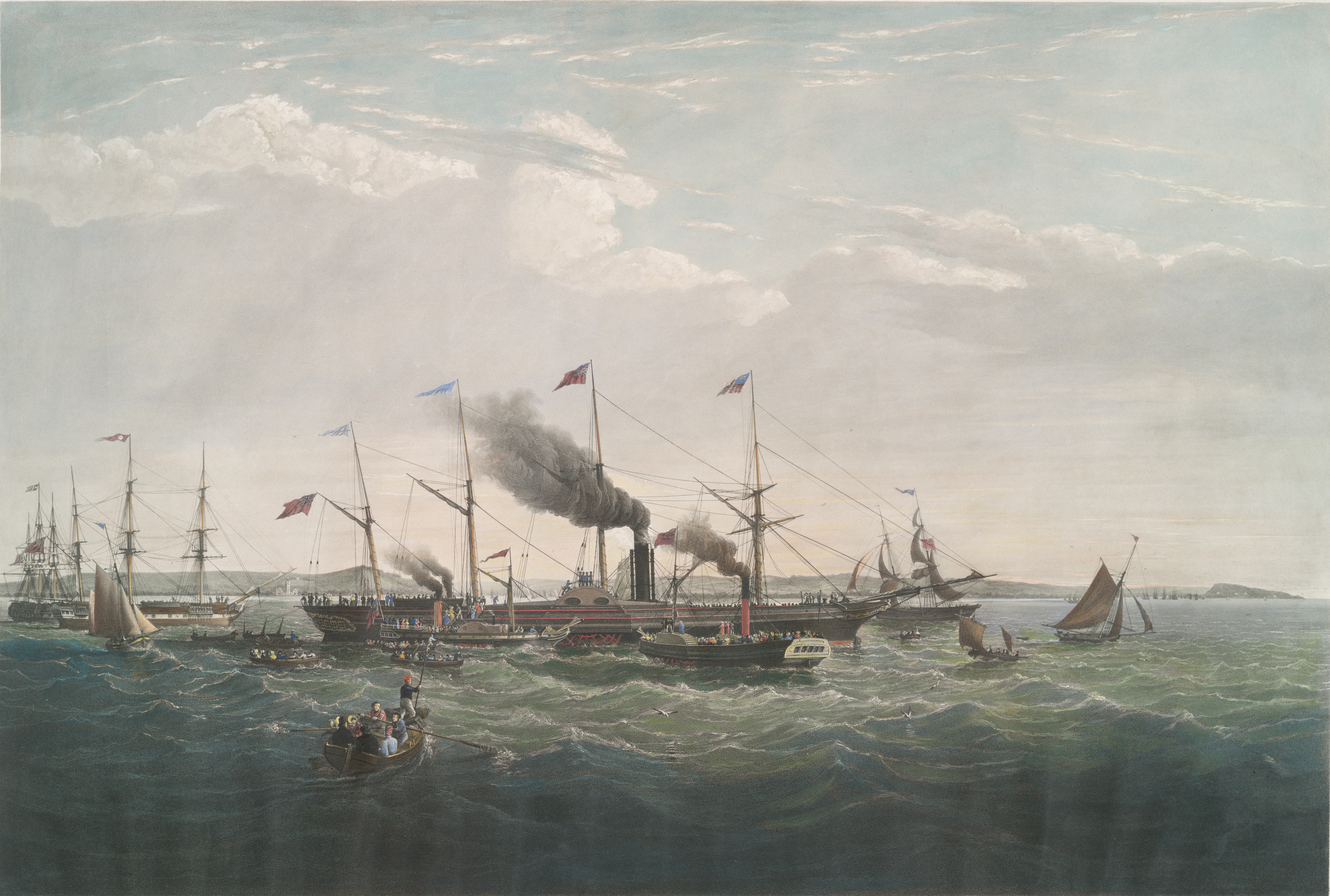
Le Great Western lors de son voyage inaugural à Bristol en 1838

Heureusement, la compagnie apprend vite de ses échecs et commence à progresser. En 1843, elle rachète le City of Glasgow à la General Steam Navigation Company ; puis, en 1846, pour compenser la perte du Tweed, elle acquiert auprès de la Great Western Stamship Company le plus célèbre bateau de l'époque, l'emblème et le modèle des transatlantiques : le Great Western. Ce navire avait été à sa construction (en 1838) le plus grand et le plus rapide paquebot du monde créé par l'ingénieur Isambard Kingdom Brunel. Il avait détenu le Ruban bleu récompensant la plus rapide traversée de l'Atlantique de 1838 à 1841 et de 1843 à 1845.
Sa flotte renouvelée, une nouvelle ligne à destination de La Nouvelle-Orléans entre en service en 1847. Mais c'est surtout en 1851 que la Royal Mail Steam Packet Company franchit une nouvelle étape en signant avec l'Amirauté un contrat de courrier pour une nouvelle ligne à destination de l'Amérique du Sud entre Southampton et Buenos Aires. Elle est inaugurée le 9 janvier par le Teviot et devient la plus importante de la compagnie, faisant de cette dernière le leader de la liaison entre l'Europe et l'Amérique du Sud. La ligne, aboutissant au Brésil, est prolongée jusqu'à l'Argentine en 1869 et devient immédiatement un succès rentable.

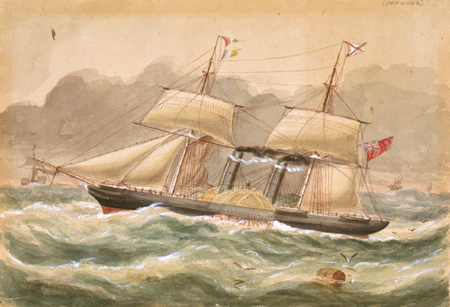
La Plata en 1852

Pour cette nouvelle ligne, la compagnie, en pleine croissance, doit se doter d'une flotte de navires plus gros. Cinq navires de 2 900 tonneaux sont commandés. L'un d'eux est détruit lors de sa construction (le Demerara), un autre — l’Amazon — est ravagé par un incendie meurtrier lors de son voyage inaugural. Les trois autres sont l’Orinoco, le Magdalena et le Parana. Après l'incendie de l’Amazon, la compagnie décide de construire ses nouveaux navires en acier. L’Atrato est ainsi le premier, en 1853, à remplacer les vieux navires en bois.
Ainsi, les années 1860 se révèlent encore plus fastes que les précédentes. La ligne desservant les Caraïbes devient à son tour profitable, et même plus rentable que la liaison sud-américaine. Durant cette décennie, les profits sont considérables. Ainsi, en 1864, la compagnie réalise un profit de 24 %.

#### Les années «malheureuses»

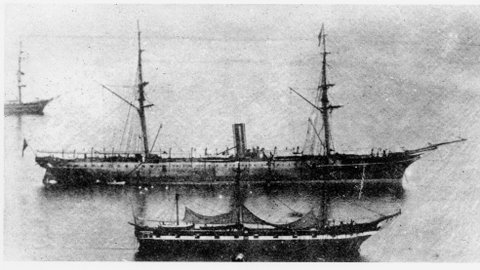
Le Solent (au premier plan) et le Rhône (au second plan) construit en 1865 et coulé lors du cyclone de 1867 à Saint Thomas

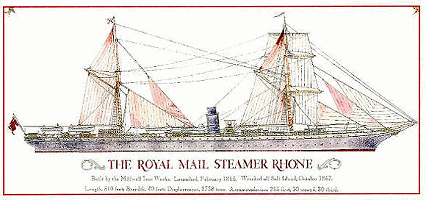
Le Rhone, naufragé à Saint Thomas en 1867

Pourtant, à la fin des années 1860, désastres et nouveaux ennuis financiers frappent de nouveau la jeune compagnie. Elle perd trois navires d'un coup dans un ouragan à l'ouest de Saint Thomas dans les îles Vierges américaines en 1867, dont son porte-drapeau, le Rhône, son premier navire à hélices,. Peu de temps après, La Plata est gravement endommagé par un raz-de-marée.
Malgré certaines réussites, comme l'inauguration en 1869 de la prolongation de la ligne vers le Río de la Plata puis le doublement de son service mensuel au Brésil en 1872, le nouveau contrat avec l'Amirauté en 1875 est revu à la baisse. De nombreux ports ne sont plus desservis qu'à la surcharge de la compagnie. Malgré la Grande dépression (1873-1896), la flotte se renouvelle avec des navires plus importants et plus performants. L’Orinoco II, lancé en 1886 constitue une révolution technique, avec un nouveau système de propulsion et la première coque en acier. Deux ans plus tard, en 1888, une série de quatre gros clippers de plus de 5 000 tonneaux est lancée : l'Atrato II, le Magdalena II, le Clyde II et le Thames II.
Pourtant, la compagnie anticipe mal les profondes évolutions dans le transport de passagers. Elle prend ainsi du retard sur ses nombreux concurrents qui profitent de l'essor du transport transatlantique, « le règne du paquebot », à l'instar de la White Star Line ou de la Cunard Line. Pour preuve, les navires de la compagnie restent de taille très modeste en comparaison avec les flottes de navires gigantesques comme la série des Big Four (navires de plus de 20 000 tonneaux) lancée par la White Star Line de 1901 à 1907 ou les derniers fleurons de l'Inman Line qui battent des records de vitesse et de luxe au début des années 1890. Ses navires sont obsolètes, présentant à la fin du XIXe siècle une moyenne d'âge de treize ans ; beaucoup ont été perdus à l'occasion de naufrages (vingt-et-un bateaux coulés au cours du siècle).
La compagnie souffre aussi de la fièvre jaune au Brésil et des quarantaines qu'elle entraîne, bloquant les navires et désorganisant l'agenda. Les profits ne sont pas au rendez-vous et les pertes financières fréquentes. La compagnie est très mal armée face à la concurrence, manque de projet et de direction. De plus, elle est durement pénalisée par la décision prise par le gouvernement britannique en 1900 de soutenir et financer une ligne concurrente (l'Imperial Direct Line) à destination des Caraïbes au départ de Bristol.
De nombreux responsables démissionnent. En 1902, le président et le vice-président quittent la compagnie. Une assemblée générale conduit cependant en janvier 1903 à l'élection d'un nouveau dirigeant qui change radicalement la donne : Owen Philipps.

### L'empire maritime de Lord Kylsant

#### La Renaissance

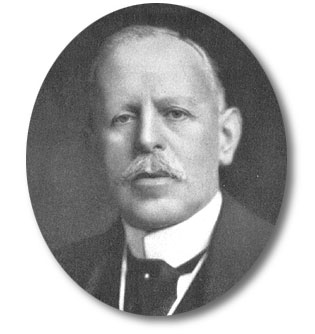
Lord Kylsant dans les années 1920

Owen Philipps (futur Lord Kylsant) fait partie des nouveaux élus. Son frère et lui ont acheté des parts alors que dans le même temps se développe une campagne nationaliste en Angleterre contre les investissements étrangers (en l'occurrence américains) réalisés dans les compagnies et les chantiers navals britanniques. En effet, la plupart des grandes compagnies maritimes sont alors rachetées par le milliardaire américain John Pierpont Morgan qui crée un consortium international à capitaux américains : l'International Mercantile Marine Co., dirigé essentiellement par Morgan, Joseph Bruce Ismay et Lord William James Pirrie, le directeur nord-irlandais des chantiers navals Harland & Wolff de Belfast. Ce conglomérat industriel qui tend au monopole, rachète alors la plupart des compagnies transatlantiques britanniques (dont la White Star Line). C'est dans ce climat qu'Owen Philipps parvient à s'imposer, grâce à ses investissements, comme un recours britannique pour sauver la Royal Mail d'une prise de contrôle étrangère. Ce jeune armateur de trente-neuf ans en devient en trois mois le nouveau président. Il en fait par la suite la plus grande compagnie maritime du monde et un immense empire financier, jusqu'à son effondrement brutal.
En quelques années, il redonne un nouvel élan à la compagnie qui redevient à nouveau bénéficiaire. Paradoxalement, il est rapidement approché et signe un arrangement avec ceux-là mêmes qu'il avait dénoncés, Morgan et Lord Pirrie, qui prennent des intérêts dans la compagnie. Philipps en retire un avantage certain : le contrat permet de faire construire ses navires dans les meilleurs chantiers navals de l'époque, Harland & Wolff, où sont construits les paquebots de la White Star. Ceux-ci, en échange, obtiennent ainsi un monopole pour la construction des navires de la compagnie, comme de toutes celles intégrées dans l'IMMC.
D'autre part, Philipps lance de nouveaux projets et impulse une nouvelle dynamique avec le lancement de nouveaux navires de plus en plus importants. Il tente de combler le retard de la compagnie sur le trafic de passagers et commande la construction de nouveaux navires de plus en plus larges, pouvant accueillir un nombre très important de passagers, qu'il affecte à la ligne à destination du Brésil et du Río de la Plata. Les nouveaux paquebots sont équipés d'une première classe luxueuse, faisant appel à une décoration raffinée comme pour les autres compagnies. Dans le même temps, il multiplie les cargos réfrigérés sur les mêmes lignes depuis que la compagnie a décroché son premier contrat de transport de viandes et de produits dans des compartiments réfrigérés pour une compagnie sud-américaine en 1900. Le premier navire destiné à cette activité est construit en 1904. La même année, le premier navire destiné spécialement aux croisières, nouvelle activité pour la compagnie, est lancé. Cette combinaison de services se révèle des plus efficaces.
La construction de l’Aragon, un navire de près de 10 000 tonneaux, plus large que les autres, est lancée en 1905. À cette date, le trafic vers l'Amérique du Sud devient primordial par rapport aux lignes à destination des Caraïbes.
Owen Philipps investit aussi dans de nouveaux projets. En 1906, il rachète les intérêts de la Pacific Steam Navigation Company dans le service postal de l'Orient-Pacific Steam à destination de l'Australie mais l'opération s'avère rapidement un échec. En 1907, il rachète les intérêts de la Shire Line dans ses opérations en Extrême-Orient mais doit se retirer deux ans plus tard. En 1909, il rachète la Forwood Line et ses services pour le Maroc. Puis en 1910, il rachète la Pacific Steam Navigation Company pour un prix de 1,5 million de livres sterling dans l'objectif de contrôler le monopole de la desserte de l'Amérique latine.
Dans les années 1910, Owen Philipps poursuit ses transactions financières et ses acquisitions, notamment avec l'achat, en 1912, de l'Union-Castle Line et de la Glen Line, puis, de la Nelson Line en 1913. Le groupe est une construction financière complexe et opaque dont la stratégie financière est risquée et entraîne des conséquences néfastes dans les années de crise. En effet, chaque compagnie doit verser 5 % du capital investi à la compagnie centrale, permettant à Philipps de continuer à étendre son empire par concentration horizontale en achetant ainsi d'autres compagnies rivales. Cependant, cette politique financière ne tient pas compte des résultats des compagnies, obligées de verser cette redevance quels que soient les profits ou les pertes. Particulièrement bénéfique en période de croissance, comme pendant la « Belle Époque », cette politique se révèle très risquée en période de crise, comme on en connaît dans les années 1920.
Juste avant la Première Guerre mondiale, le groupe fondé par Philipps compte ainsi les compagnies suivantes (ou une large part de leurs intérêts) :
- Pacific Steam Navigation Co ;
- Union-Castle Line ;
- Elder Dempster & Co ;
- Nelson Line ;
- Moss Line ;
- Lamport and Holt ;
- MacAndrews ;
- Shire Line ;
- Forwood Line ;
- Glen Line ;
- et de nombreuses lignes côtières[8].

#### L'entre-deux-guerres

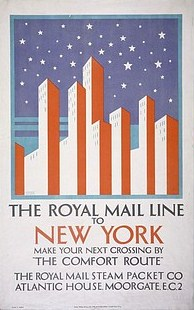
Affiche d'Horace Taylor pour la ligne de New York

Après la Première Guerre mondiale durant laquelle ses navires sont réquisitionnés, certains perdus ou endommagés, la compagnie doit reconstruire ses paquebots et les rééquiper pour le transport de passagers. Elle doit aussi compenser les pertes par de nouvelles commandes. D'autre part, l'inauguration du Canal de Panamá en 1914 change la donne des voyages maritimes en Amérique. La guerre a également permis aux américains de combler le vide des compagnies dont les navires ont été réquisitionnés. C'est pourquoi les compagnies du groupe de la Royal Mail Steam Packet Company, comme la Pacific Steam Navigation Co, sont très affectées par les conséquences de la guerre. Cependant, cette période est une des plus fastes malgré les pertes. Paradoxalement, elle fait d'énormes profits et sa santé financière est consolidée jusqu'aux années 1920.
Dans les années 1920, la carrière d'Owen Philipps est à son apogée. Il est anobli et devient Lord Kylsant. Il continue à acheter de nouvelles compagnies, à prendre des parts dans d'autres et à inaugurer de nouveaux projets. À cette époque, en 1924, sont également commandés les deux plus grands paquebots jumeaux : l’Alcantara et l’Asturias, fleurons de la compagnie.

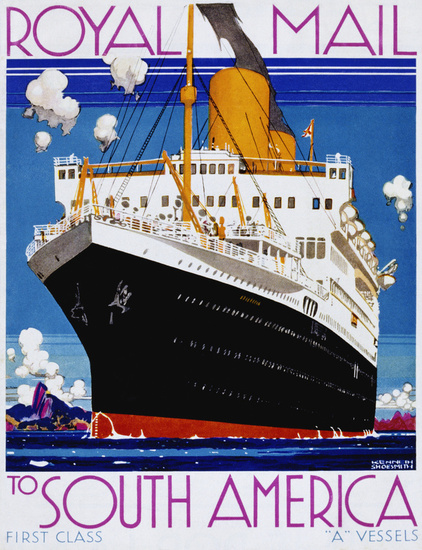
L’Asturias (Affiche publicitaire de Kenneth Shoesmith)

Une nouvelle ligne à destination de la côte Ouest de l'Amérique, desservant Vancouver, est inaugurée en 1921. La même année, la Royal Mail Steam Packet Company tente de concurrencer ses rivales anglaises (la Cunard Line et la White Star Line) en se lançant sur la principale ligne transatlantique à destination de New York et au départ de Hambourg. Cette stratégie repose sur plusieurs atouts. La flotte allemande a été attribuée aux vainqueurs de la Première Guerre mondiale tandis que de nombreuses concurrentes ont perdu beaucoup de navires. Ceci crée un besoin de construction qui fait grimper les coûts compte tenu de la demande dans les chantiers navals. Kylsant, qui a investi dans les chantiers Harland & Wolff et récupéré pour la Royal Mail Steam Packet Company de nombreux navires des compagnies en déclin du groupe (comme la Pacific Steam Navigation Co), peut ainsi écouler son surplus de navires sur de nouvelles lignes. D'autre part, sa stratégie vise aussi au contrôle du marché de l'émigration entre l'Europe et les États-Unis.
Pourtant, il ne peut plus mal choisir son moment. La loi sur l'immigration votée aux États-Unis en 1921 réduit de manière drastique les quotas d'immigration légale dans le pays (3 % de la population recensée en 1910). Le service est finalement abandonné en 1927 après le retour de la concurrence allemande et l'absorption de la White Star Line, en déclin depuis la perte du Titanic, faisant de la Royal Mail Steam Packet Company la plus grosse compagnie maritime de transport de passagers.

#### La faillite
En 1924, à la mort de Lord Pirrie, Lord Kylsant prend le contrôle de Harland & Wolff. Il n'a aucune compétence pour diriger un chantier naval et les méthodes dictatoriales de son dirigeant précédent n'ont pas permis de préparer sa succession. D'autre part, les chantiers connaissent de graves difficultés financières après la fin du « boom » des constructions navales du début des années 1920.
Harland & Wolff est au bord de la banqueroute et la poursuite des achats de compagnies par Kylsant creuse le déficit (10,75 millions de livres sterling au comptant) que le propriétaire masque par des transferts de fonds entre compagnies du groupe. Son frère, le vicomte Saint David proteste contre une telle gestion et le dénonce. Ces opérations comptables et ces falsifications marquent le début du déclin. La fin des années 1920 et la crise économique de 1929 touchant aussi les voyages et le luxe, aggravent la situation tandis que Lord Kylsant lance un emprunt public de deux millions de dollars.
Le gouvernement britannique enquête dès 1930 dans les comptes du groupe. Un procès s'ensuit, funeste pour lui et la compagnie : c'est « l'Affaire de la Royal Mail » (1930-31). En 1931, il est convaincu de falsification de comptes, faux, usages de faux, condamné à un an de prison ferme et déchu de ses titres. La compagnie est mise en liquidation,.

### Royal Mail Lines (1932–1972)

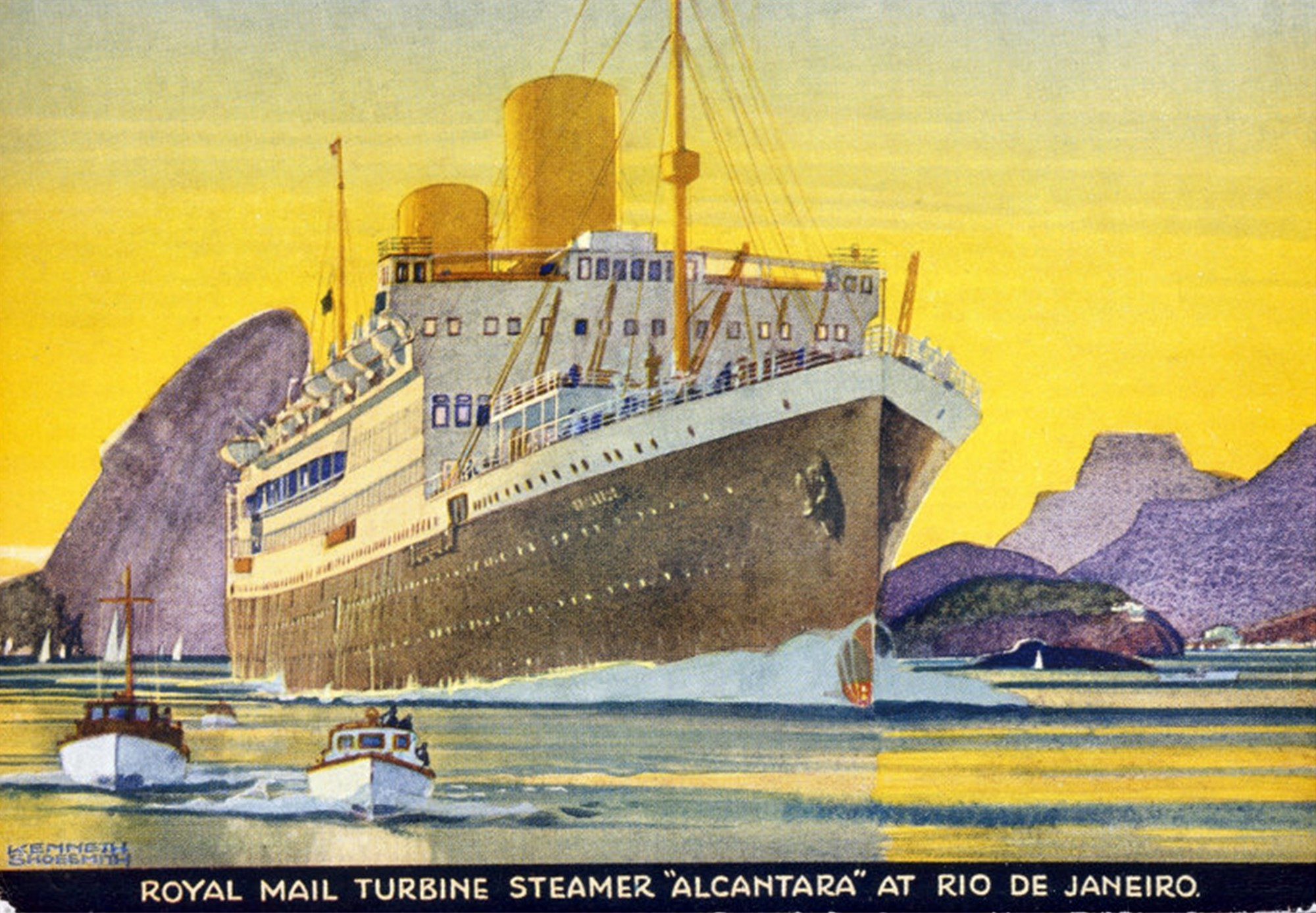
L’Alcantara à Rio de Janeiro (dessin de Kenneth Shoesmith)

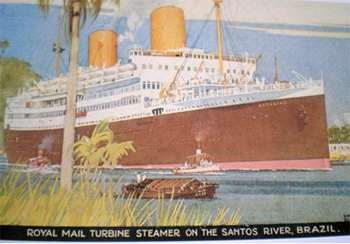
L’Asturias au Brésil, peinture de Kenneth Shoesmith (années 1930)

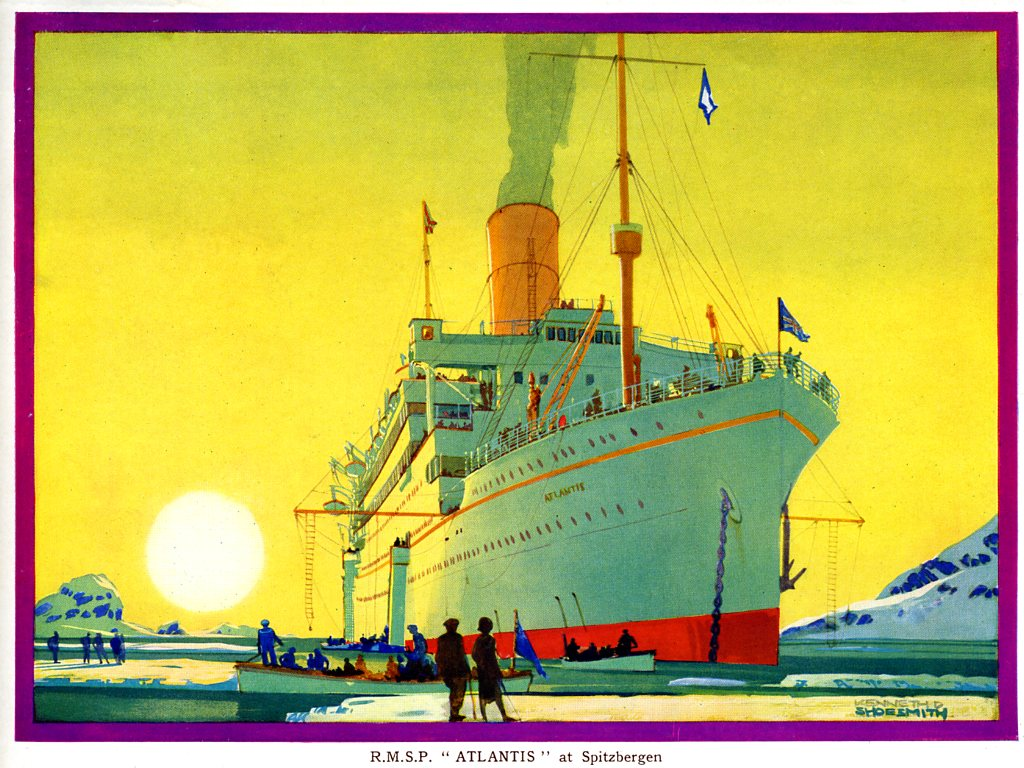
L’Atlantis en croisière au Spitzberg (dessin de Kenneth Shoesmith)

#### Liquidation et refondation
Après sa liquidation, une nouvelle compagnie est fondée, sous le nom de Royal Mail Lines. Lord Essendon en devient le nouveau président. La nouvelle compagnie récupère les navires et les liaisons maritimes de la Royal Mail Steam Packet Company mais sans la White Star Line qui fusionne en 1934 avec sa rivale, la Cunard Line. En revanche, elle intègre deux autres compagnies opérant en Amérique du Sud, la Nelson Line et la David MacIver & Co. Au total, la compagnie dispose d'une flotte de cinquante navires, dont les fleurons de l'ancienne Royal Mail Steam Packet Company, l’Alcantara et l’Asturias ainsi que celui de la Nelson Line, le Highland, un navire de 14 000 tonneaux.
La compagnie se concentre sur les lignes sud-américaines et la desserte de la côte pacifique de l'Amérique du Nord. La ligne de New York est ainsi abandonnée. D'autre part, la société devient un acteur de premier plan sur le marché très porteur des croisières, grâce notamment à l’Atlantis (anciennement nommé Andes). Elle construit également l’Andes (deuxième du nom), son plus gros paquebot (26 000 tonneaux), qui dessert des croisières notamment dans les fjords norvégiens.

#### Le déclin des années d'après-guerre
Les années d'après-guerre sonnent le glas du règne du paquebot, de plus en plus concurrencé par l'avion, notamment entre l'Europe et l'Amérique. Le déclin de la compagnie reste cependant mesuré, grâce à son activité de croisière.
La compagnie disposait de quatre paquebots pour desservir l'Amérique du Sud avant la guerre et réduit désormais ce nombre à deux, sans projet de nouvelle mise en chantier. La compagnie est de plus touchée par un nouveau coup du sort : en 1949, le paquebot chargé de régner sur la ligne principale, le Magdalena, s'échoue lors de son voyage inaugural près de Rio de Janeiro et se brise en deux. Il n'est jamais remplacé.
Au milieu des années 1950 toutefois, un sursaut est enregistré sur le marché des croisières et la Royal Mail Lines affecte ses deux fleurons à des croisières temporaires dans les Caraïbes et en Méditerranée. Mais, dès la fin des années 1950, l’Alcantara et le Highland sont vendus pour destruction tandis que l’Andes est enlevé du service postal et affecté aux croisières de première classe. Dans les années 1960, les trois derniers navires de 20 000 tonneaux de la compagnie sont construits. L’Amazon, l’Aragon et l’Arlanza transportent 500 passagers et 5 000 tonnes de marchandises réfrigérées depuis Londres vers l'Amérique du Sud.

#### Les rachats successifs et la disparition (1965–1972)
En 1965, la compagnie est rachetée par Furness, Whity & Company. Le service à destination de l'Amérique du Sud est arrêté en 1968 et les principaux navires vendus à la Shaw Saville & Albion Line, filiale du groupe. Les cargos ne sont pas remplacés et le dernier navire, l’Andes (deuxième du nom), est vendu pour démolition en 1971, marquant la fin du transport de passagers pour la compagnie. En 1970, elle est vendue à un armateur hong kongais, C. Y. Tung, qui la revend finalement à une de ses principales concurrentes allemandes, la Hamburg Süd.
Bien que son nom désigne encore un service de cargos réfrigérés à destination de l'Argentine, la compagnie cesse alors d'exister en tant que telle, et ses navires passent désormais sous pavillon allemand.
Le Tweed IV est le dernier navire de la Royal Mail Lines en service jusqu'en 1982, marquant ainsi la fin d'une des plus grandes compagnies maritimes après plus de cent quarante ans d'existence.

## En temps de guerre

### La Guerre de Crimée

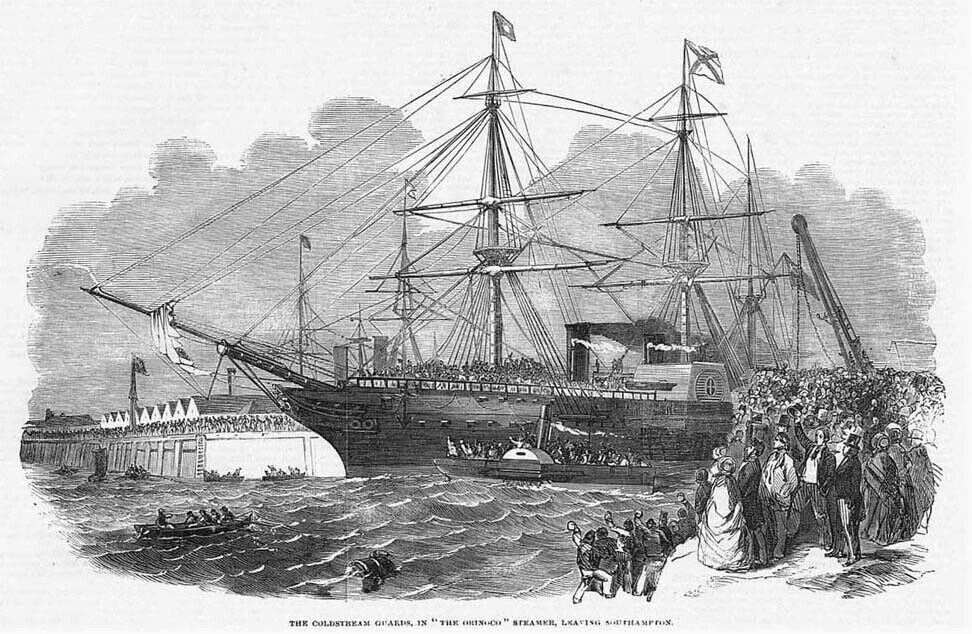
L’Orinoco en partance pour la Guerre de Crimée (1854, dessin du London News Illustrated)

Les années 1850 sont marquées par la Guerre de Crimée (1853-1856) où la Grande Bretagne est engagée aux côtés de la France, du Royaume de Piémont-Sardaigne et de l'Empire ottoman contre l'Empire russe. La nécessité d'assiéger la presqu'île de Crimée, d'y ravitailler les troupes dans l'une des premières guerres industrielles et le siège de forteresses côtières, notamment celui de Sébastopol, entraîne la réquisition de nombreux navires. Comme ce sera le cas dans de nombreux conflits ultérieurs, des paquebots sont réquisitionnés comme navires de guerre et transport de troupes. Huit navires de la Royal Mail Steam Packet Company en font alors partie : l’Orinoco, le Trent, le Medway, le Magdalena, le Thames, le Tamar, le Great Western et le Severn qui y sert aussi comme navire-hôpital.
C'est le premier conflit dans lequel des navires de la compagnie sont réquisitionnés mais pas le dernier. La Royal Mail Steam Packet Company sert ainsi la Royal Navy en transport de troupes, croiseurs auxiliaires, navires d'escorte ou navires-hôpitaux durant les guerres coloniales et les deux guerres mondiales. Certains de ses navires s'y illustrent ; d'autres y disparaissent.

### Les guerres coloniales
Au XIXe siècle, quatre conflits mettent aux prises l'Empire britannique et le royaume des Ashantis du Ghana. Le Humber, lancé en 1881, sert ainsi de transport de troupes du 2e régiment des Caraïbes qui est convoyé au Fort de Cape Coast, siège du gouvernement colonial de la Côte-de-l'Or après la troisième guerre.
En 1899, la Royal Mail Steam Packet Company est également sollicitée pour la seconde guerre des Boers en Afrique du Sud (de 1899 à 1902). Le Nil, le Tage, l’Ebre, la Severn sont réquisitionnés et le Tage s'illustre en convoyant des prisonniers de guerre boers en Inde.

### La Première Guerre mondiale

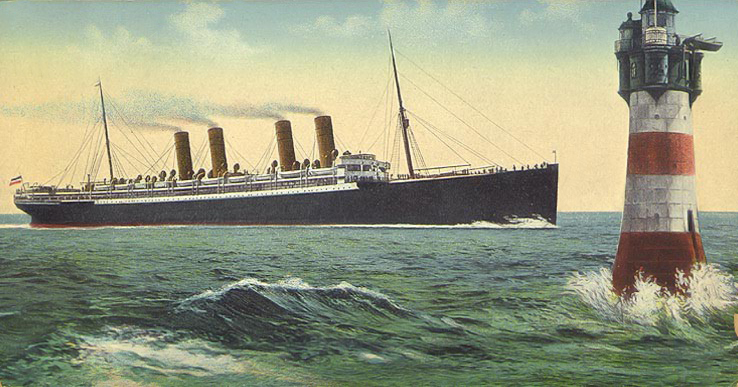
Le SS Kronprinz Wilhelm, paquebot allemand reconverti en croiseur auxiliaire, qui capture deux navires de la Royal Mail Steam Packet Company en 1915

Comme pour la plupart des compagnies maritimes britanniques, la majorité des paquebots de la Royal Mail Steam Packet Company sont réquisitionnés par la Royal Navy dès le mois d'août 1914 pour la Première Guerre mondiale, soit pour être utilisés comme navire-hôpital, soit comme transport de troupes ou croiseur auxiliaire. Ils participent aussi à diverses compagnes comme la bataille des Dardanelles ou la campagne de Palestine en plus de missions de surveillance et de ravitaillement en Atlantique.
Certains doivent livrer combat, d'autres sont attaqués par les croiseurs allemands qui mènent une chasse. Par exemple, le paquebot allemand Kronprinz Wilhelm, converti en croiseur auxiliaire en capture deux en 1915 (le Thames et le Potaro). D'autres sont torpillés notamment par les U-Boot allemands qui mènent une guerre sous-marine à outrance, notamment à partir de 1916 : la bataille de l'Atlantique.
Le principal combat oppose le 29 février 1916, l’Alcantara en mer du Nord avec le Greif, croiseur allemand déguisé en navire norvégien. Une torpille tirée par le Greif explose dans la soute à munitions, coulant l'Alcantara et faisant soixante-douze victimes. Le Greif coule à son tour quarante minutes après.
Ce ne sont ainsi pas moins de 15 navires qui sont perdus.

### La Seconde Guerre mondiale

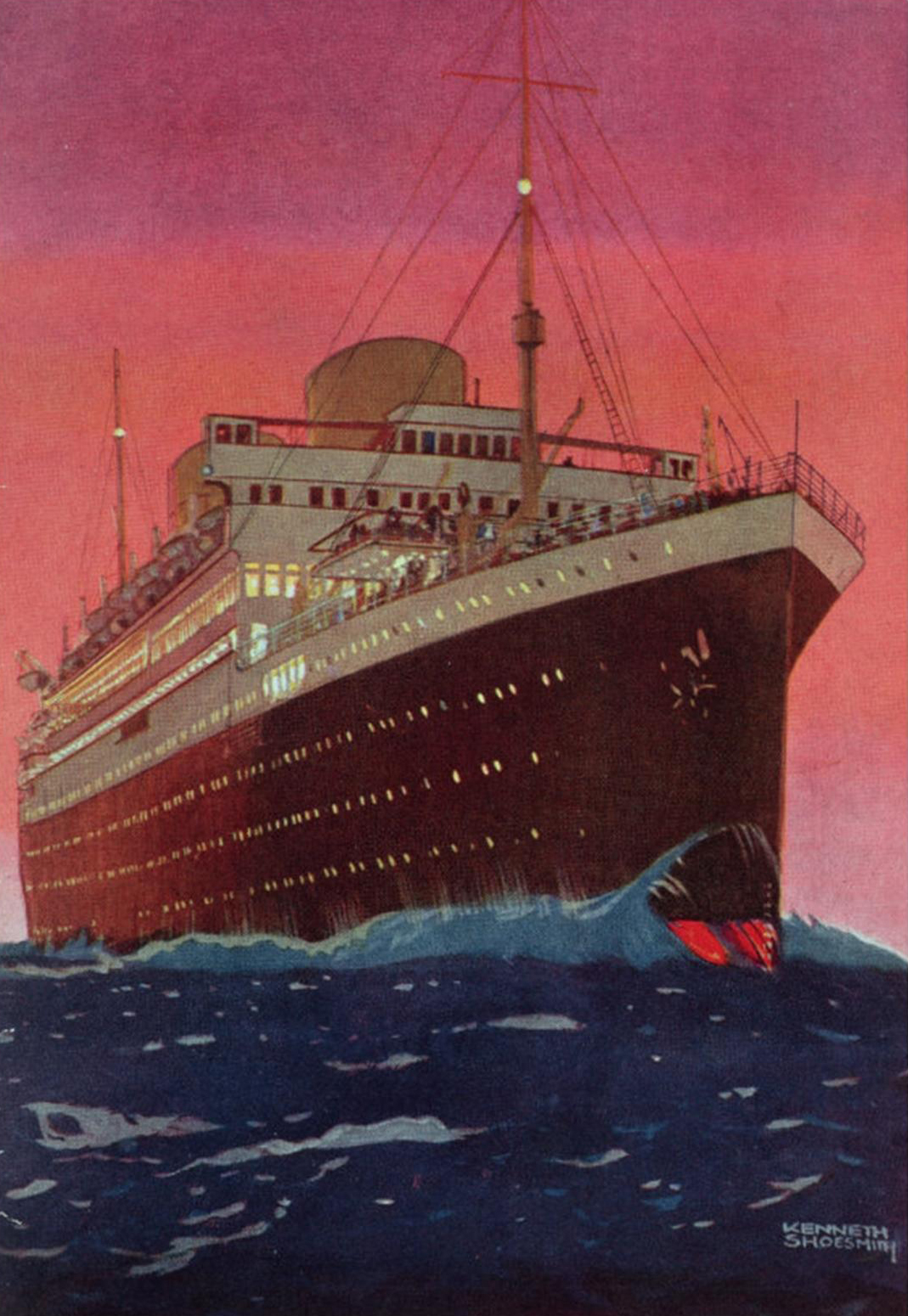
L’Alcantara qui s'illustra par son combat avec le croiseur Thor en 1940

Comme durant la Première, la Seconde Guerre mondiale entraîne dès 1939 la réquisition de nombreux paquebots par la Royal Navy. La plupart sont transformés en croiseurs auxiliaires légèrement armés, ou en Liberty Ships, notamment entre l'Europe et les États-Unis ou à destination des fronts éloignés en Orient.
Certains navires s'illustrent alors dans la surveillance de l'Atlantique sud, notamment face à la flotte de croiseurs allemands chargés d'attaquer les transports de troupes (« la flotte secrète de pirates d'Hitler. ») : la seconde Bataille de l'Atlantique.
Ainsi, le 28 juillet 1940, en Atlantique sud, au large du Brésil, l’Alcantara (deuxième du nom) rencontre le croiseur allemand Thor, ancien cargo reconverti, spécialiste de la chasse aux navires marchands. Après trois heures de poursuite, le Thor, réalisant qu'il est moins rapide, fait face et engage le combat. Il réussit à toucher l’Alcantara à trois reprises grâce à la portée de ses canons. Un obus atteint le navire au niveau de la ligne de flottaison, provoquant l'inondation partielle de sa salle des machines. Il doit alors réduire sa vitesse, ne pouvant poursuivre le Thor qui parvient à s'échapper dans un rideau de fumée ; il parvient toutefois à le toucher à deux reprises, ce qui endommage le croiseur allemand.
Ainsi, au cours du conflit, de nombreux cargos sont endommagés ou coulés. Les pertes du Highland Patriot et de l’Asturias (torpillé en 1943, reconstruit après 1945) sont les plus marquantes. En tout, la compagnie perd plus d'une vingtaine de navires :

## Lignes commerciales

### Lignes principales

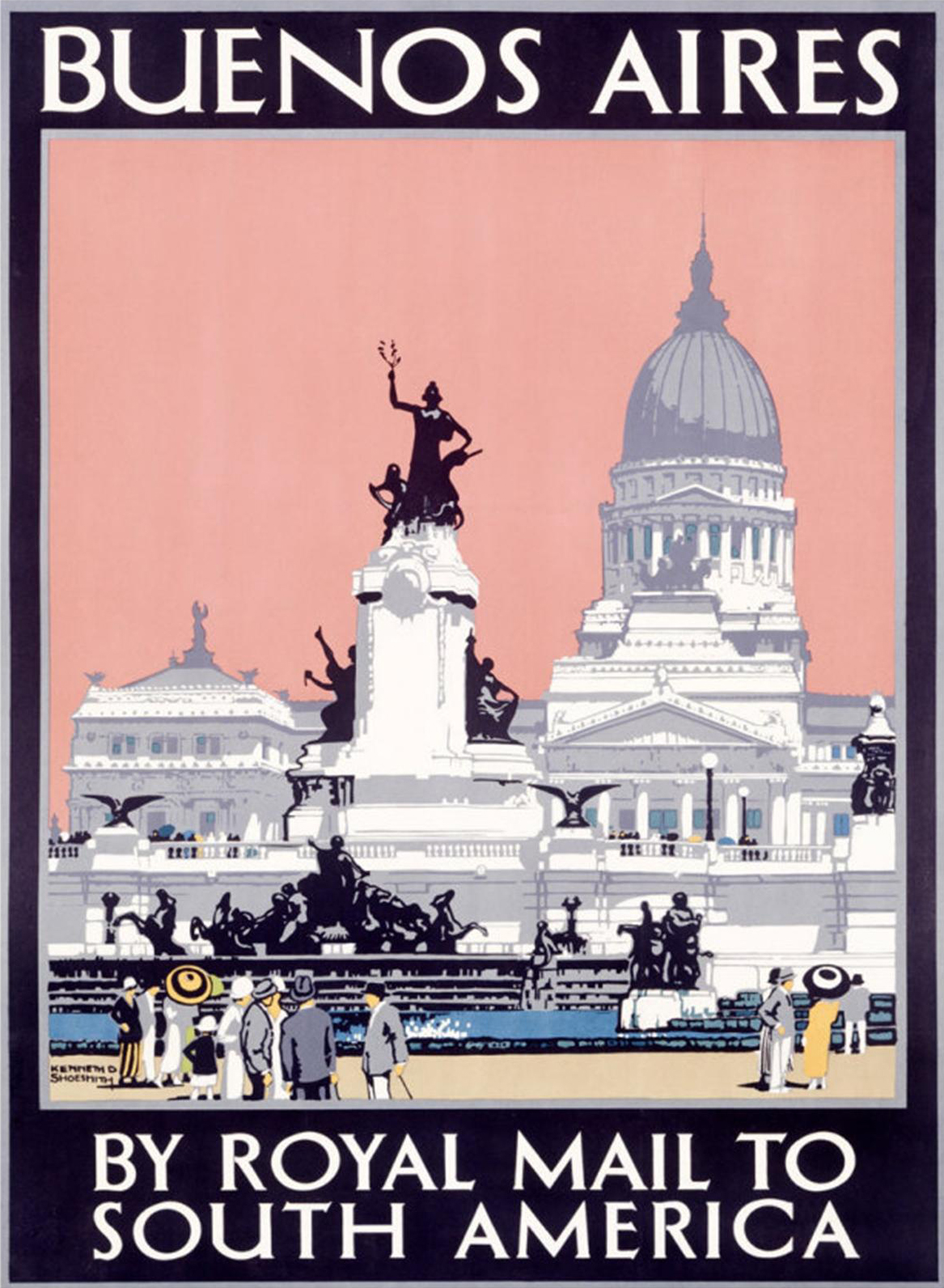
Affiche publicitaire de Kenneth Shoesmith pour la ligne de Buenos Aires (années 1930)

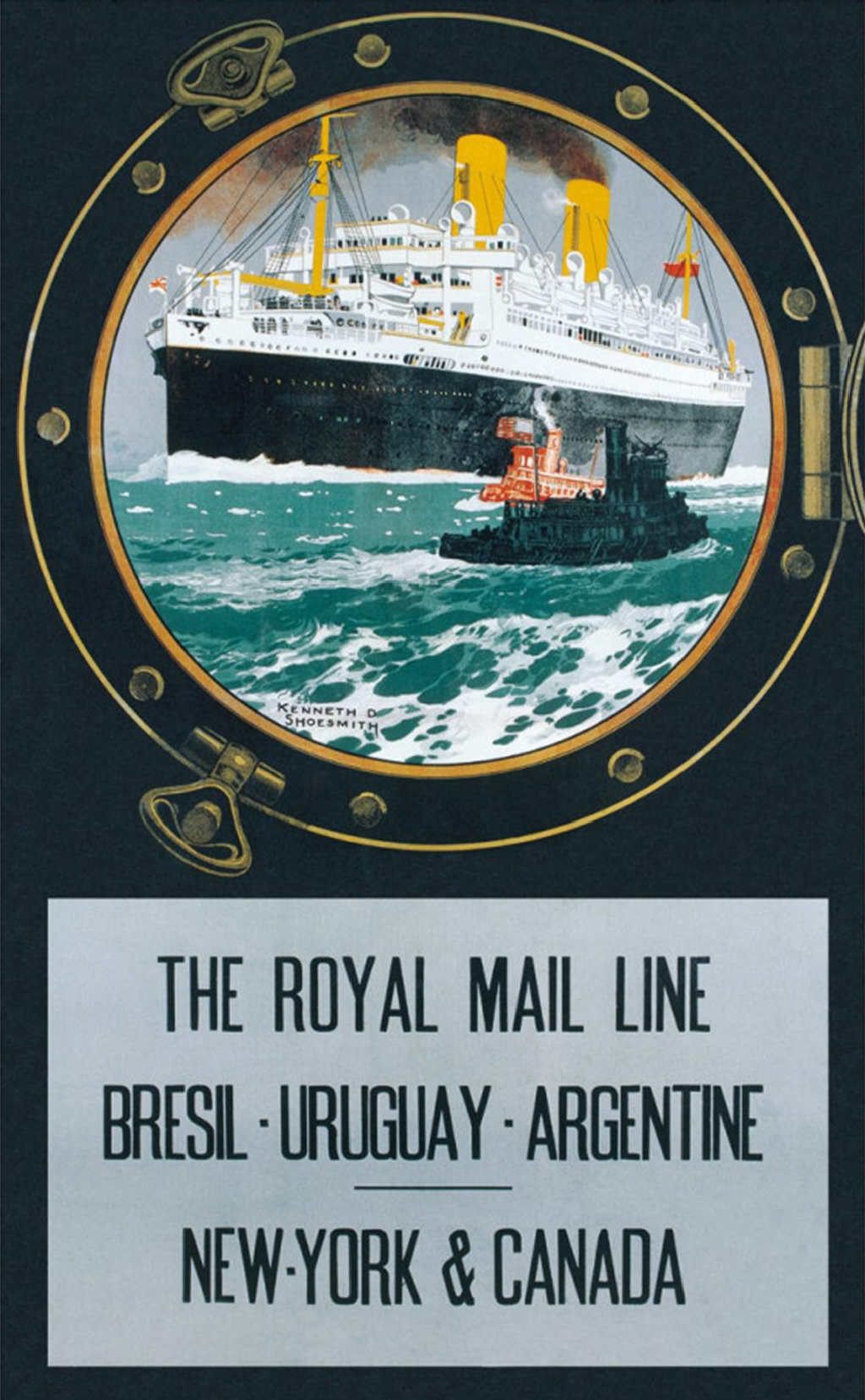
Affiche publicitaire de Kenneth Shoesmith (années 1930)

- Southampton / Falmouth – Caraïbes (1840–1920)
- Southampton – Buenos Aires (1850–1980) : entre Southampton et l'Amérique du Sud, via Cherbourg (France), Vigo (Espagne), Lisbonne, l'île de Madère, Las Palmas aux Canaries, Recife, Salvador de Bahia, Rio de Janeiro, Santos au Brésil, Montevideo en Uruguay et Buenos Aires en Argentine. Ligne desservie aussi à partir de Londres à partir de 1921.
- Southampton – Bermudes – Caraïbes – Colombie – Amérique centrale – côte Ouest des États-Unis – Vancouver (1921–1968), en collaboration avec la Holland America Line

### Les lignes secondaires, desservies pendant peu de temps
- Southampton – Bermudes – Nouvelle-Orléans (1844–1850)
- Savannah – Nassau (Bahamas) – Jamaïque – Colón (1852–1868)
- Marseille – Malte – Alexandrie (1857–1859)
- Brésil – Barbade – Saint-Thomas – New York (1886)
- Londres – Mer Méditerranée – Colombo – Australie (1906–1909)
- Southampton – Cuba – Mexique (1906)
- Halifax – Saint John – Bermudes – Caraïbes – Guyana (1913–1927)
- Hambourg – Southampton – Cherbourg – New York (1921–1927)[22],[23]

### L'échec du rêve oriental
À de nombreuses reprises, la Royal Mail Steam Packet Company s'intéresse aux marchés asiatique et australien sur lesquels elle a des concurrentes telles que la P & O (Peninsular & Oriental Steam Navigation Company) et la Pacific Steam entre autres. Mais le rêve d'Orient tourne toujours court.
Une première tentative d'association avec la Pacific Steam Navigation Company échoue en 1854. La toute nouvelle compagnie à former, l'Australian Pacific Mail Packet Company n'a pas le temps de voir le jour et les cinq navires construits pour desservir l'Océanie sont immédiatement vendus. Malgré cet échec, en 1865, la compagnie décroche un nouveau contrat pour distribuer le courrier en Australie et Nouvelle-Zélande via Panamá : la Panama New Zealand and Australian Royal Mail Company Limited est constituée. C'est un nouvel échec en 1868.
Enfin, en 1906, la compagnie rachète les intérêts de la Pacific Steam sur ses lignes à destination de l'Orient et devient de manière éphémère l'Orient-Royal Mail, décrochant un nouveau contrat de courrier pour l'Australie. Mais, encore une fois, la faillite d'un de ces partenaires dissout l'association et la compagnie se retire à nouveau du marché oriental et australien en 1909. Les quatre navires rachetés à la Pacific Steam (Ortona, Oruba, Orotava et Oroya) sont alors affectés à d'autres lignes de la compagnie.

### Croisières

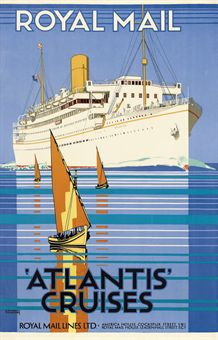
LAtlantis, l'un des principaux navires de croisière de la RMSPC (affiche publicitaire de Kenneth Shoesmith, années 1930)

La Royal Mail Steam Packet Company est considérée comme l'une des premières — si ce n'est la première — compagnies à offrir des croisières à ses passagers européens et nord-américains, grâce à ses lignes à destination de l'Amérique du Sud et surtout des Caraïbes. Dès 1853, le Thames offre à ses passagers un voyage de plaisance à la Spithead Royal Naval Review. En 1902, un voyage de croisière de trois jours est offert aux passagers de l’Elbe. Dès la fin du XIXe siècle en effet, la compagnie offre des interconnexions entre ses transatlantiques et des navires desservant les îles des Caraïbes et des Antilles. Dans les années 1890, une formule est ainsi prévue pour un voyage de soixante-cinq jours coûtant 65 livres sterling. En 1895, trois navires sont ainsi affectés à la tâche de permettre aux passagers de la compagnie d'échapper à l'hiver dans les Caraïbes : l’Eden, l’ESk et le Solent.
Le véritable premier service régulier de croisière est mis en place en 1904 avec le Solent. Ceci est étendu dès l'année suivante, en 1905, à l'Amérique du Nord avec un trajet de New York à Kingston (Jamaïque) où un grand nombre d'options et de destinations à la carte sont offerts. En 1909, le Berbice remplace le vieux Solent et offre un voyage de luxe avec piscine sur le pont pour cinquante-quatre jours au départ de New York et desservant neuf ports des Caraïbes pour 350 dollars.
L'offre de croisière se diversifie avec les premières croisières en Norvège dès 1909 avec l’Amazon tandis que l’Avon devient le principal navire de croisière dans les Caraïbes en 1910. Il dessert ainsi les Bermudes, Porto Rico, la Jamaïque, Panamá, le Venezuela, Trinité-et-Tobago, la Barbade, la Martinique, Cuba et Nassau.
C'est l’Ortona (rebaptisé ensuite Arcadian) qui devient le premier navire de croisière à temps plein en 1912. Hélas, sa carrière est brutalement écourtée par la Première Guerre mondiale où, réquisitionné, il est torpillé en 1917. Malgré sa brève carrière, l’Arcadian inaugure le schéma qui sera suivi par ses successeurs, l’Atlantis, l’Alcantara, l’Asturias et l’Andes.

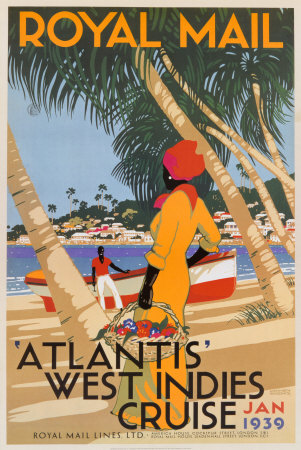
Affiche de Kenneth Shoesmith pour les croisières dans les Caraïbes (1939)

Le programme de 1914 prévoit le calendrier suivant :
- de juin à août dans les fjords norvégiens (desservant notamment Grimsby et Leith et extensions au Cap Nord et aux chutes des 7 sœurs), là où les gros navires ne peuvent aller ;
- septembre en Méditerranée (notamment l'Espagne, le Maroc, l'Algérie, Venise, la côte dalmatienne et la Sicile) ;
- octobre en Atlantique[25].

Après l'intermède de la Première Guerre mondiale, les croisières reprennent, offrant à l'occasion quelques excursions en France, Allemagne, Espagne, Portugal, Madère. Une collaboration pleine et entière est aussi réinstallée avec la Pacific Steam Navigation Company, désormais pleinement intégrée à la compagnie. Elle permet de desservir toute l'Amérique du Sud sur les deux côtes notamment grâce aux services de la PSNC via le Canal de Panamà. L’Asturias est ainsi rebaptisé à son tour Arcadian, comme son prédécesseur, pour servir de paquebot de croisière à temps en 1923 mais il est bientôt remplacé par l’Araguaya, dévolu à cette tâche au milieu des années 1920, après avoir été rééquipé à Belfast pour accueillir 365 passagers de 1re classe uniquement, tandis que l’Arcadian est réaffecté à la prestigieuse route New York - Bermudes. En 1926, l’Orca fait un court intermède avec un grand tour de l'Afrique avant d'être remplacé par le fleuron de la compagnie, le tout nouveau Asturias qui effectue en 1927 une gigantesque croisière de 101 jours autour de l'Afrique, la plus grosse croisière de l'histoire de la RMPSC.
Après l'Amérique du Sud, l’Asturias franchit l'Atlantique sud via un ravitaillement sur l'île Tristan da Cunha puis rejoint l'Afrique. À partir du Cap, la croisière offre de nombreuses excursions en Afrique australe : Kimberley, Mafeking, Bulawayo les Chutes Victoria, Johannesburg et Pretoria avant de rejoindre le bateau à Durban. Une autre excursion est organisée depuis Port Elizabeth jusqu'à Bloemfontein, Johannesburg, Pretoria et Durban. L’Asturias fait ensuite route vers le Mozambique, Zanzibar, Mombasa et Aden avec une brève escale à Port-Soudan pour débarquer les voyageurs pour une excursion d'une journée sur le Nil, à Khartoum et Louxor. Une autre excursion est aussi organisée en Palestine et notamment à Jérusalem. Enfin, depuis Alexandrie, la croisière achève son tour du monde en Méditerranée via Naples, Monaco et Gibraltar avant le retour à Southampton.
À partir des années 1930 et après la refondation de la compagnie sous le nom de Royal Mail Lines, c'est l’Atlantis qui s'impose comme le principal navire de croisière. Il porte les croisières nordiques à un nouveau summum avec de nouvelles destinations comme 3 jours autour du Spitzberg et de l'île aux Ours ainsi que l'Islande. Les croisières doivent convenir à tous les porte-monnaie. Par exemple, une croisière de 7 jours autour de Bergen et de 5 fjords norvégiens coûte seulement 11 guinées tandis qu'une escapade de 22 jours en mer Baltique en coûte pas moins de 300. Les autres destinations ne sont pas abandonnées et le second tour africain de l’Asturias dure ainsi 58 jours en 1938, desservant de nouvelles destinations exotiques comme l'île Sainte-Hélène, l'île Maurice ou les Seychelles. La réputation de ces croisières, particulièrement celles de l’Atlantis, doit beaucoup au partenariat passé entre la compagnie et l'artiste Kenneth Shoesmith. Les brochures, affiches, cartes postales de la compagnie sont toutes de sa main dans les années 1930.
La Seconde Guerre mondiale marque le début d'un déclin fatal. Seuls l’Andes et l’Alcantara  sont opérationnels. Tandis que le premier effectue sa première croisière en 1955, le second est vendu pour démolition en 1958. L’Andes, tout nouveau paquebot construit avant 1939 est ainsi définitivement affecté comme navire de croisière à temps plein en 1959 sur la ligne sud-américaine qu'il dessert seul. La concurrence de l'avion sur la ligne transatlantique, la concurrence de nouvelles compagnies spécifiques de croisière à plus bas coût sonne le glas de la Royal Mail comme de nombreuses autres compagnies de l'âge d'or des paquebots. Après son absorption par la Furness & Whity Group au milieu des années 1960, l’Andes II achève son dernier voyage en 1971. C'est la dernière croisière mais aussi le dernier voyage d'un paquebot de la Royal Mail et la fin d'une histoire longue de plus de 140 ans.
Principaux navires de croisière de la Royal Mail Lines :
- Solent ;
- Amazon ;
- Avon ;
- Ortona / Arcadian I ;
- Asturias I / Arcadian II ;
- Araguaya ;
- Andes I / Atlantis ;
- Andes II.

## Catastrophes maritimes

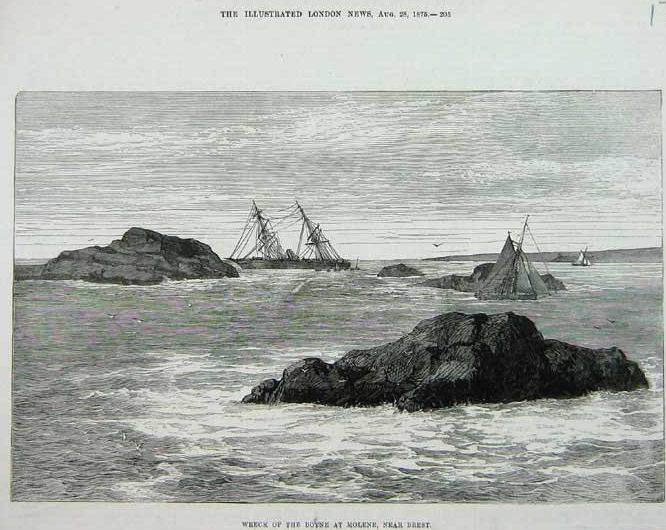
Le naufrage du Boyne au large des Iles Molène, près de Brest en 1875 (dessin du London News Illustrated)

En dehors des navires coulés pendant les deux Guerres mondiales, on peut compter une vingtaine de naufrages,.

## Liste des principaux paquebots et cargos
Hormis pour les périodes les plus tardives, les navires de la Royal Mail ont presque tous porté des noms de rivières, adaptés au fil du temps aux lignes à desservir,.